# دانشگاه مولوی
دانشگاه مولوی یک دانشگاه خصوصی وابسته به کلیسای کاتولیک در مرکز راکویل، نیویورک است. این دانشگاه بیش از ۵۰ رشته تحصیلی در مقطع کارشناسی، کارشناسی ارشد و دکترا را برای بیش از ۵۰۰۰ دانشجوی کارشناسی، کارشناسی ارشد و دکترا ارائه می‌دهد.

## تاریخچه
در سال ۱۹۴۱ خواهران سنت دومینیک ۲۵ هکتار در مرکز راکویل خریداری و در سال ۱۹۵۵ خواهران دومینیکن آمیتیویل این کالج را تأسیس کردند. کالج مولوی به عنوان یک کالج زنان تأسیس شد و مادر آنسلما روث اولین رئیس این کالج بود. یک سال بعد اولین ساختمان سازمانی به نام تالار Quealy افتتاح شد. بلافاصله پس از آن، مادر برنادت دو لوردز، به عنوان دومین رئیس منصوب شد و سپس سالن کلنبرگ افتتاح شد. در سال ۱۹۵۹ اولین مراسم جشن فارغ‌التحصیلی برگزار شد. در سال ۱۹۷۱ نام آن به کالج مولوی تغییر یافت. در سال ۱۹۷۲ شروع به پذیرش مردان در رشته پرستاری کرد و در سال ۱۹۸۲ کاملاً مختلط شد. در مارس ۲۰۲۲ تغییر نام از کالج مولوی به دانشگاه مولوی تأیید شد. این مدرسه در ۳۱ مارس ۲۰۲۲ اعلام کرد که تغییر نام از ۱ ژوئن ۲۰۲۲ اجرایی خواهد شد